# Combatwoundedveteran
Combatwoundedveteran (с англ. — «Боевойраненыйветеран») — американская грайндкор-группа, образованная в городе Тампа, Флорида в 1996 году. За всё время своего существования коллектив выпустил лишь один полноформатный альбом, «I Know A Girl Who Develops Crime Scene Photos» (1999) и множество сплитов, которые были перевыпущены в 2005 лейблом No Idea Records под названием «This Is Not An Erect, All-Red Neon Body». 

## История

#### Начало группы и первые демо (1996—1999)
Combatwoundedveteran была образована в 1996 вокалистом Дэном Пончом, бас-гитаристом Джеффом Хоу, гитаристом и вторым вокалистом Крисом Норрисом и барабанщиком Марком Мюнхингером. Как говорили сами музыканты на их ранний стиль очень повлияли группы первой волны Powerviolence и хардкор-панк, такие как, Assück и Siege (группа). Несмотря на то, что за всё время своего существования группа так и осталась в андерграунде их дебютный мини-альбом 11 Song 7" оказал большое влияние на американскую Powerviolence сцену. Настоящую же популярность им принёс сплит с известной Screamo группой Orchid под названием Combatwoundedveteran / Orchid (3) – Split 6" выпущенный на лейбле Clean Plate Records в 1999 году.

#### Первый альбом и распад группы (1999—2003)
В том же году к группе присоединяется второй гитарист Билли Фрэнк и группа выпускает свой первый и единственный альбом “I Know A Girl Who Develops Crime Scene Photos” (1999). Теперь стиль группы больше похож на грайндкор чем на powerviolence. Вскоре группу покидает гитарист Билли Фрэнк и барабанщик Марк Мюнхингер, а на их место приходят гитарист Дэн Радде и бывший барабанщик группы Frodus Джейсон Хамахер. Подписав контракт с лейблом No Idea Records группа выпускает ещё один мини-альбом Duck Down For The Torso, после чего окончательно распадается. Спустя год в 2004 No Idea Records выпускает сборник всех EP и сплитов под названием This Is Not an Erect, Red Neon Body (2004, No Idea).

## Влияние
Несмотря на своё непродолжительное существование Combatwoundedveteran не так часто гастролировала, но выпустила большое количество релизов которые оказали сильное влияние на грайндкор и powerviolence андерграунд сцену.

## Участники
- Дэн Понч — вокал, бас-гитара (1996—2002)
- Джейсон Хамахер — ударные (2000—2002)
- Джефф Хоу — бас-гитара (1996—2002)
- Крис Норрис — гитара, вокал (1996—2002)
- Дэн Радде — гитара, вокал (1999—2002)
- Марк Мюнхингер — ударные (1996—2000)
- Билли Фрэнк — гитара (1999—2000)

## Дискография
Студийные альбомы
- «I Know A Girl Who Develops Crime Scene Photos» (1999)

Сплит-альбомы
- Combatwoundedveteran / Scrotum Grinder — Combatwoundedveteran / Scrotum Grinder (1999)
- Combatwoundedveteran / Orchid (3) — Split 6"(1999)

Мини-альбомы
- 11 Song 7"(1997)
- What Flavor Is Your Death Squad Leader?(1998)
- Duck Down For The Torso(2002)